# ليتيسيا غوابو
ليتيسيا غوابو (من مواليد 25 أكتوبر 1995) هي لاعبة كرة سلة فرنسية تلعب مركز مدافع مسدد الهدف، اكتشفت كرة السلة 3x3 في عام 2016 أثناء وجودها في المعهد الوطني للرياضة والخبرة والأداء. في مايو 2021، كانت عضوة في الفريق كرة السلة الفرنسي 3x3 الذي تأهل لبطولة طوكيو الأولمبية، مع هورتنس ليموزين وميريام دجيكونداد وماري إيف باجيت. خسرت فرنسا مباراة الميدالية البرونزية في البطولة، تم تصنيفها كأفضل لاعبة في العالم لهذا العام. شاركت أيضا في بطولة كرة السلة 3x3 للسيدات في دورة الألعاب الأولمبية الصيفية 2024.